# 開智国際日本語学校
開智国際日本語学校（かいちこくさいにほんごがっこう）は、東京都八王子市台町四丁目にある日本語学校。
学校法人開智学園の運営。進学1年コース、進学1.5年コース、進学2年コースの計3コース設けられており、1クラス10人以下の少人数体制がとられている。教育理念は「日本を理解するグローバルな人材の育成」。

## 概要
- 千葉県柏市にある開智国際大学への内部進学制度がある。国際教養学部で経済、経営、心理、政治、国際関係などの専門分野を勉強することができる。
- 少人数クラス（１クラス１０人以下）で授業。
- 日本語能力試験、日本留学試験の試験対策授業も充実しています。ビジネス日本語、異文化理解、発音指導など、学生が学びたい授業を選択することが可能。
- 開智国際大学や近くの高校などを訪問し、日本人学生と交流する機会が設けられている。着物、書道の体験や博物館、公園へ行くなど、日本文化を体験する機会も用意されている。
- 日本語学校の上の階(3階)に寮がある。家賃が安い他、冷蔵庫、ベッド、トイレ、シャワー、洗濯機が設置されている。
- 最寄り駅が西八王子駅のため、新宿まで約40分でアクセス可能。八王子という静かな環境故勉強に集中でき、都心まで手軽に出かけることができる。

## 指導方針[2]
- バランスの取れた四技能を育成

日本語の四技能の知識と実践力をバランスよく高める。学校内外で日本人や日本社会・文化に触れる機会を提供。交流活動や文化体験を通して、日本への理解を深めつつ、コミュニケーション能力を養う。
- 主体的な学びの力を養成

学生が主体的かつ対話的に学べるように支援し、実践力を養う。1年に2回の学期末に、学びの成果を披露する意見発表会を行う。
- JLPT及びEJU対策を指導

各試験に特化した対策授業をレベル別に行い、テストストラテジーも指導。更に学生の進路に合わせて、全体・個別の進路指導を行い、将来設計とその実現をサポートする。

## アドミッション・ポリシー
- 日本語能力の取得目標が明確である
- 勉学意欲が十分ある
- 年齢に見合う学識を備えている
- 秩序・規則を遵守できる
- 学費の支弁方法を証明できる

## コース
| コース名    | 入学時期 | 就学期間 | 授業時数 | 入学時JLPTレベル |
| ----------- | -------- | -------- | -------- | ---------------- |
| 1年コース   | 毎年4月  | 12ヶ月   | 776時間  | N3               |
| 1.5年コース | 毎年10月 | 18ヶ月   | 1164時間 | N4               |
| 2年コース   | 毎年4月  | 24ヶ月   | 1552時間 | N5               |

## 所在地
〒193-0931 東京都八王子市台町4-44-13 パレドール西八王子2階

## 交通
JR中央線「西八王子駅」徒歩3分